# Basler Verkehrs-Betriebe

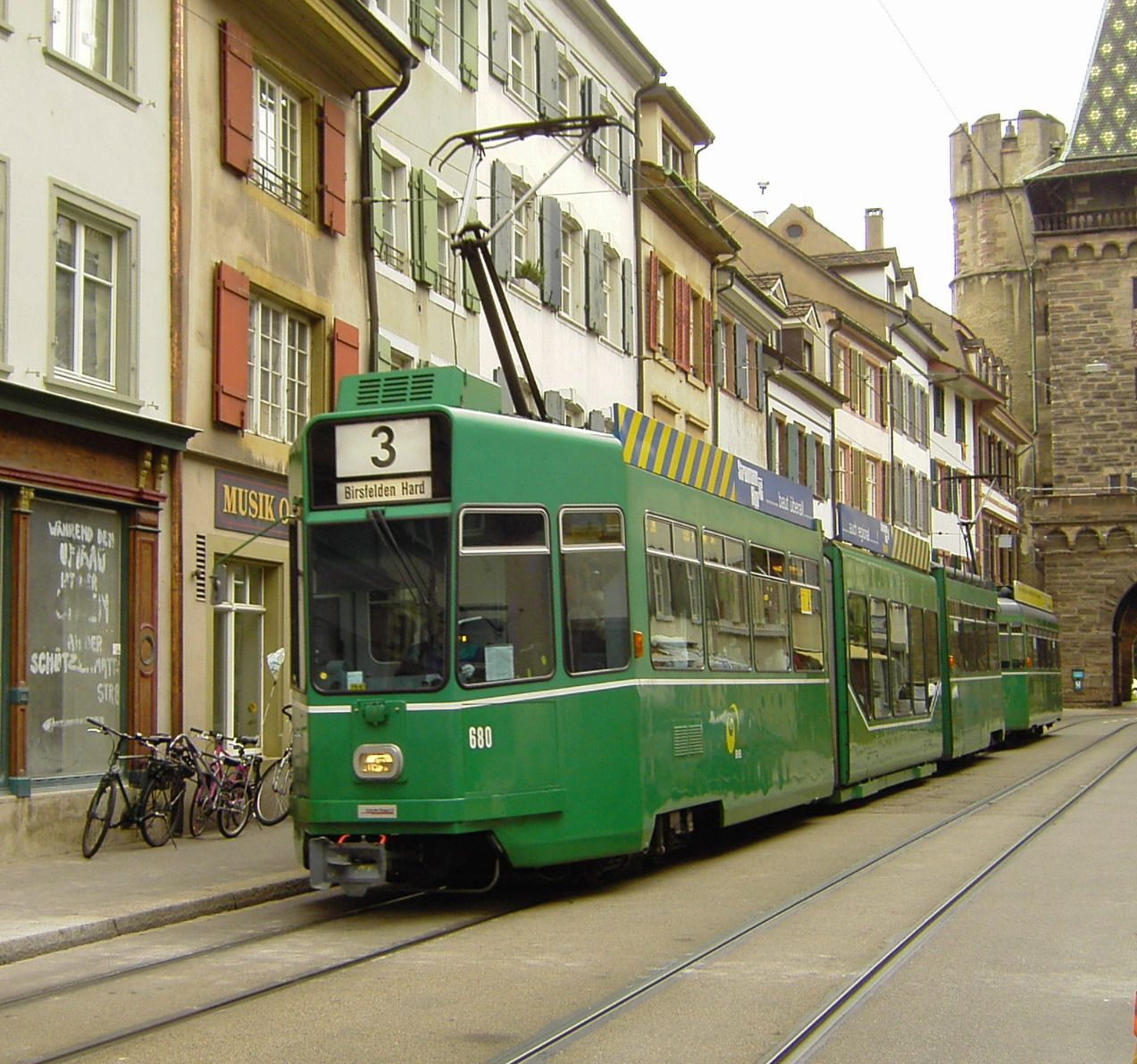
Basilea: tram snodato del BVB n. 680 sulla linea 3

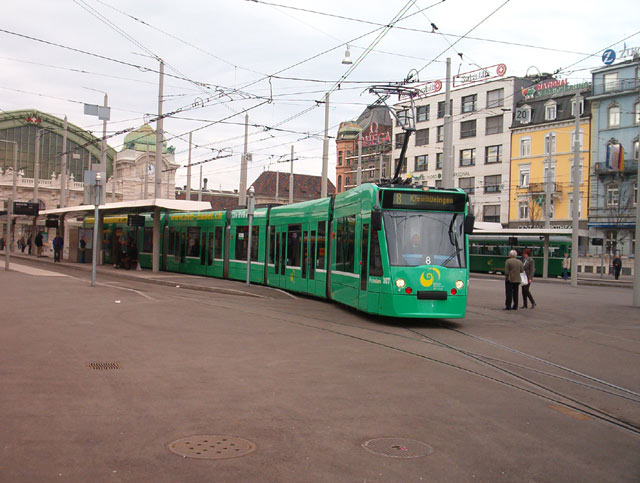
Basilea: tram snodato Siemens Combino del BVB n. 317 sulla linea 8

La Basler Verkehrs-Betriebe, più nota con la sigla BVB, l'azienda svizzera che svolge il servizio di trasporto pubblico autofilotranviario nella città di Basilea e nel suo circondario.

## Esercizio
L'azienda gestisce 10 linee tranviarie, 1 filovia (linea 31) e 11 autolinee.

## Parco aziendale
Nel 2006 la flotta circolante era costituita da 129 tram snodati e 84 tram semplici, 8 filobus, 20 autobus e 45 autosnodati con la caratteristica livrea verde. Sono stati accuratamente restaurati e conservati, inoltre, alcuni veicoli storici.

## Sede legale
La sede è a Basilea.